# Mielichhoferia paroica
Mielichhoferia paroica är en bladmossart som beskrevs av Arthur Jonathan Shaw, B. H. Allen in A. J. Shaw, B. H. Allen och William Russell Buck 1998 [1999. Mielichhoferia paroica ingår i släktet kismossor, och familjen Bryaceae. Inga underarter finns listade i Catalogue of Life.